# Числовой разряд
Разряд (позиция, место) — это структурный элемент представления чисел в позиционных системах счисления.
Разряд является «рабочим местом» цифры в числе. Порядковому номеру разряда соответствует его вес — множитель, на который надо умножить значение разряда в данной системе счисления.
Диапазон значений для всех разрядов (в данной системе счисления) неизменен.

## Определение
Представление числа z в позиционной системе счисления с основанием b:
{\displaystyle z=a_{n-1}a_{n-2}\ldots a_{1}a_{0},\quad 0\leq a_{i}\leq b-1}
соответствует представлению z в виде суммы
{\displaystyle z=\sum _{i=0}^{n-1}a_{i}\cdot b^{i},}
где:
- n — количество разрядов, разрядность,
- i — номер разряда цифры {\displaystyle a_{i}}, начиная с нулевого.

## Пример
В  десятичной системе счисления число 421 равняется
{\displaystyle 421=4\cdot 10^{2}+2\cdot 10^{1}+1\cdot 10^{0},}
то есть, цифра в нулевом разряде (справа, начиная с нуля) умножается на 10 в нулевой степени. Цифра в первом разряде — на 10 в первой степени и т. д.

## Первые разряды
единицы — от 0 до 9,
десятки — от 10 до 99,
сотни — от 100 до 999,
тысячи — от 1000 до 9999,
десятки тысяч — от 10000 до 99999,
сотни тысяч — от 100000 до 999999,
миллионы — от 1 000 000 до 999 999 999
миллиарды — от 1 000 000 000 до 999 999 999 999
триллионы — от 1 000 000 000 000,
далее идут — квадриллион, квинтиллион, секстиллион, септиллион, октиллион и т. д.